# 創設者 (スタートレック)
創設者（そうせつしゃ、英: Founders）は、アメリカのSFテレビドラマ『スタートレック』シリーズに登場する架空の異星人。惑星連邦から遠く離れたガンマ宇宙域において、複数の種族からなる好戦的な国家ドミニオンを創設し支配していることから創設者と呼ばれている。母星はオマリオン星雲にある。流動性の身体に高い知性を備えた生物であり、他種族を模倣して成りすますことにより、陰謀を企み敵種族を弱体化させることに優れる。また生物学的操作により他種族を進化させて服従させ使役する。惑星連邦には二度大きな危機をもたらす。

## 呼称
創設者の自称・固有名は不明である。アルファ宇宙域において、創設者の出自情報が不明であったときはもっぱら可変種(Changeling)という呼称が用いられる。可変種という呼称にはやや差別的な意味が含まれると認識されることがあり、流動体生物(Shapeshifter)という表現が良いとされる（元来Changelingは取り替え子の意味も持つ）。なお、オドーやラーズのように幼時から他種族の文化圏に派遣された者以外には個人名のようなものはない。

## 特徴

### 身体
流動体生物であり好きな形状（体積、質量問わず）へ変化することが出来る。ヒューマノイドの声や遺伝子構造まで同一にすることが可能な為、トライコーダーを用いても本物との見分けは不可能。ドミニオン戦争の際はフェイザー照射または血液検査によって細胞を分離する方法で判別する（'本体'から分離された細胞はもとの液状に戻るため）。ただし若い流動体生物はヒューマノイドを完全にコピーすることはできないなど、経験によって変身能力に制限がある。『スタートレック:ピカード』では宇宙艦隊によって固形種を正確に模倣する新種が作り出され、血液検査によっても判別できない。
他にも飛翔能力を持つ動物や、霧や炎などの自然現象にも変身することができる。単独で宇宙空間を移動することも可能。
元々の姿は液体状である為、長時間変身しているとかなりの負担になるようである。（オドーの場合には16時間ごとに流動体に戻る必要がある）
死を迎えると黒いバラバラの固形物と化す。寿命はかなり長く200年以上。どのように繁殖するのかは不明。

### 思想・行動原理
変身能力を持たない固形種（即ち通常のヒューマノイド達）から存在・能力を恐れられ迫害されてきた過去がもたらしてきた憎悪が種族全体に浸透してしまった反動で、「固形種は劣った存在」と見なす様になっている。
彼らが大切に思うのは同胞のみであり、自らを神と崇めるボルタやジェムハダーに対してはドミニオンを維持・拡大するための道具としてしかみなしていない。ほかの固形種に対しても、対話や歩み寄りなどはせず、武力行使を躊躇しない。
固形種を支配するのも自分たちの身を守るためであり、資源や領有権を巡って争っているわけではない。

### 同種間のコミュニケーション
同種間であれば、体の一部または全体を液状にして混ぜ合わせることで、記憶や考え方の共有・議論が可能。
この行為を「繋がる」と言う。固形種のような声は必要ない。繋がることで、相手の病気を治療することも可能なようである。
母星にある「偉大なる繋がり」は多数の創設者が混ざり合い、海のような状態である。

## 惑星連邦との戦争

### ドミニオン戦争
『スタートレック:ディープ・スペース・ナイン』(DS9)で描かれる。ベイジョー・ワームホールが発見されて惑星連邦と接触が始まったことにより、あらゆる固形種を潜在的な脅威とみなす創設者と惑星連邦の間に戦争が勃発する。前者にはカーデシアおよびブリーンが。後者にはクリンゴンおよびロミュランが味方する大戦争となる。セクション31がウイルスを開発して創設者全体に不治の病を広げるも、その後にその治療法を広めたことで相互理解が深まり休戦となる。

### ボーグとの同盟による攻撃
『スタートレック:ピカード』(PIC)で描かれる。ドミニオン戦争の休戦に一部の創設者たちは不満を持つ。さらに、宇宙艦隊が密かに創設者を改良し、より正確に固体種を模倣させる実験を行うも、彼らは逃亡する。これらの創設者たちが、『スタートレック:ヴォイジャー』により壊滅的打撃を受けたボーグの集合体と同盟する。創設者たちが密かに艦隊に浸透し、転送装置を使ってボーグに同化させる遺伝子を艦隊中に広める。これにより、地球周辺に集結した艦隊中で同化による反乱が起き、艦隊全体がボーグに同化されて、地球が攻撃され危機に陥る。ピカードら、エンタープライズの元士官たちの活躍によってボーグ・キューブが破壊されて危機は避けられる。

## 代表的な創設者
- 女性可変種(Female Changeling) - ドミニオン戦争時の代表（サロメ・ジェンスが演じた）。(DS9)
- オドー（オドー自身は、自分は創設者ではないと言い、あくまでもベイジョーの一員とみなしている）(DS9)
- ラーズ(Laas)（オドー同様に幼年期に宇宙に送り出されたため、ドミニオンの支配者という意味の創設者ではない） (DS9)
- ヴァーディク - 戦艦シュライクの船長として、ジャン＝リュック・ピカードとビバリー・クラッシャーの息子ジャックを追及する。宇宙艦隊によって、正確に固形種を模倣するよう改造され、後に逃亡した変種である。(PIC)